# Grand fauconnier de France

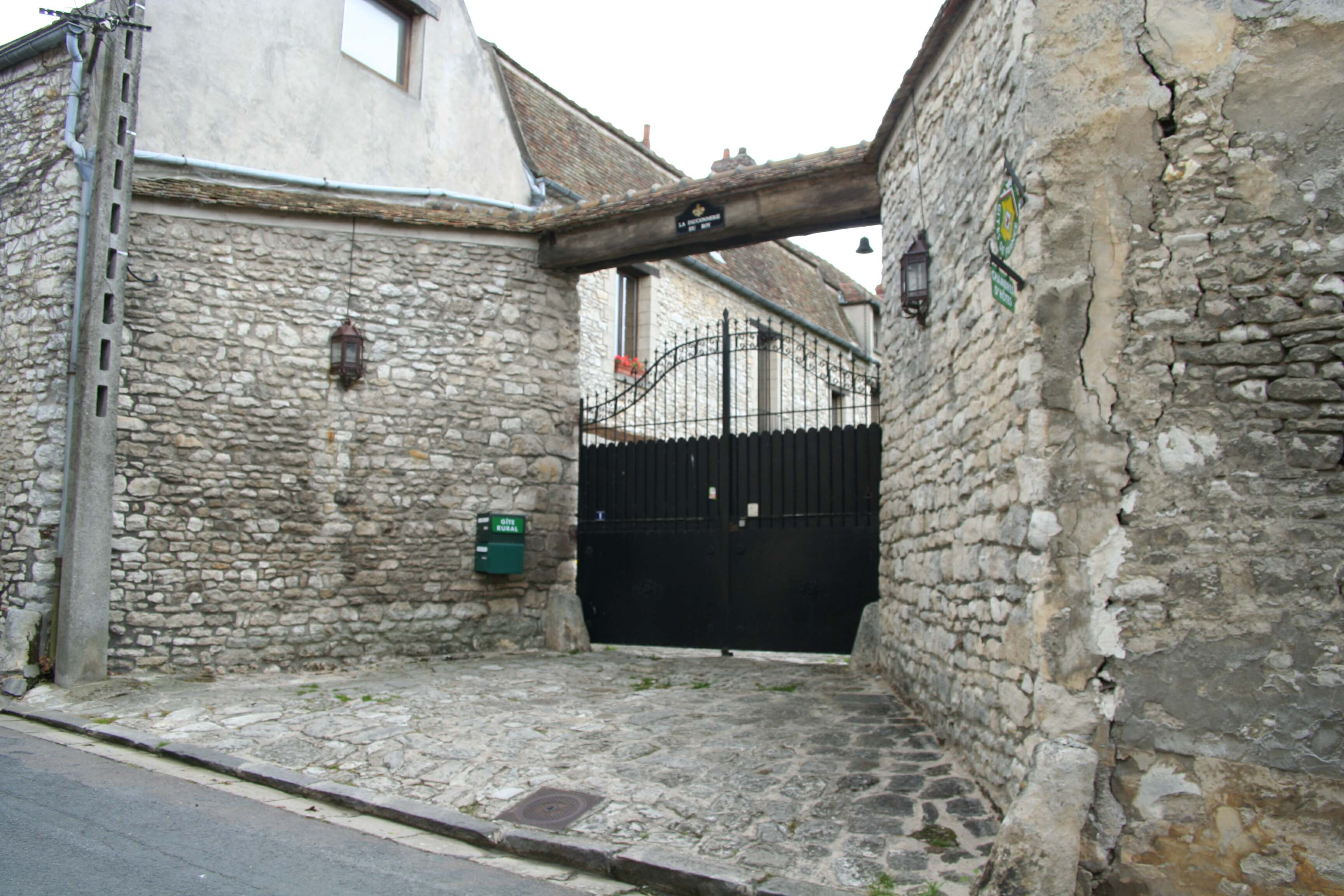
Fauconnerie du roi à Montainville, (Yvelines).

Le grand fauconnier de France, dont la charge remonte à 1205 et le titre à 1406, était un grand officier de la Maison du roi de France chargé, entre le milieu du Moyen Âge et la Révolution française, de la fauconnerie du roi et de l'organisation des chasses au faucon.
Un faucon pouvait atteindre un grand prix : le 9 mars 1455 quelques marchands d'oiseaux donnent quittance au noble homme Georges de La Chastre, écuyer et grand fauconnier de France, qui avait acheté « six pièces d'oyseaux pour le roy, assavoir, quatre faucons mues pour quatre-vingt écus d'or neufs, un faucon for pour dix écus d'or et un lanier pour corneille pour dix écus d'or, qui font entour cent écus d'or neuf ».
En 1471, la pension d'Olivier Salat, grand fauconnier, est réglée par le receveur en l'élection de Montivilliers (Seine-Maritime). D'une famille brabançonne spécialisée dans le dressage des faucons au service des ducs de Bourgogne, Olivier Salaert de Doncker devient le fauconnier de Louis XI alors que celui-ci n'est encore que Dauphin. Il sera confirmé dans ses fonctions par Charles VIII, qui lui accorde ses lettres de naturalisation, et par Louis XII (sources : Quittance de gages pour Olivier Salat du 28 février 1471 (n. st.) et Historique du château de Bourron). 
À partir du règne de Louis XIV, la charge tend à devenir purement honorifique, les rois ayant cessé de chasser au vol. Louis XIV entretient néanmoins une fauconnerie, située à partir de 1670 à Montainville, comme symbole de pouvoir. Les faucons sont présentés au Roi à l'occasion de la nouvelle année dans la Galerie des Glaces du château de Versailles, le plus souvent en présence des ambassadeurs étrangers. Seuls les Rois du Nord et le grand fauconnier pouvaient poser un faucon sur la main du Roi.

## Liste chronologique

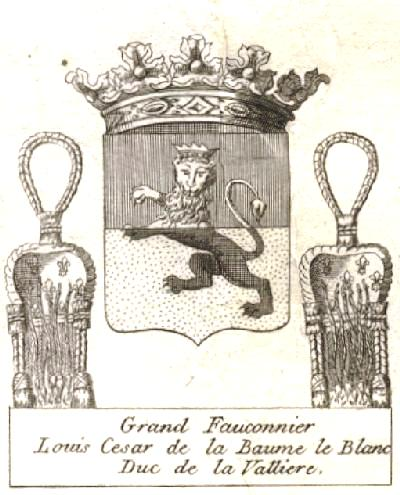

Ornements

- 1406 : Eustache de Gaucourt "Rassin" (mort vers 1415)
- 1415 : Jean V Malet de Graville (mort en 1449), seigneur de Graville, de Marcoussis et de Montaigu, grand panetier, maitre des arbalétriers
- 1416 : Nicolas de Bruneval
- 1418 : Guillaume Després
- 1428 : Jean de Lubin (Premier Fauconnier du Roi)
- 1429 : Philippe de La Châtre
- 1455 : Georges de La Châtre Ecuyer et grand fauconnier de France
- 1471 : Olivier Sallard (ou Salaert ou Salat) (grand fauconnier), seigneur de Bourron (mort en 1503)
- v.1514-1516 : Raoul de Vernon (mort en 1516), seigneur de Montreuil-Bonnin
- 1516-1540 : René de Cossé (1460-1540), seigneur de Cossé
- 1547-v.1549 : Charles Ier de Cossé (1505-1564), Maréchal de France, comte de Brissac
- v.1549-1562 : Louis Prévost (1496-1576), baron de Sansac
- 1562-1569 : Timoléon de Cossé (1545-1569), comte de Brissac
- 1569-1596 : Charles II (1550-1621), maréchal de France, duc de Brissac
- 1596-1610 : Robert de La Vieuville (mort en 1612), marquis de La Vieuville
- 1610-1612 : Charles Ier de La Vieuville (1582-1653), marquis de La Vieuville
- 1612-1616 : André de Vivonne (mort en 1616), baron de La Chataigneraie
- 1616-1621 : Charles d'Albert (1578-1621), connétable, duc de Luynes
- 1622-1643 : Claude de Lorraine (1578-1657), duc de Chevreuse
- 1643-1650 : Louis-Charles d'Albert de Luynes (1620-1699), duc de Luynes
- 1650-1666 : Nicolas Dauvet (mort en 1666), comte Desmarets, baron de Boursault
- 1672-1688 : Alexis-François Dauvet (mort en 1688), comte Desmarets, marquis de Saint-Phalle
- 1688-1717 : François Dauvet (1681-1718), comte Desmarets, marquis de Saint-Phalle
- 1717-1748 : Louis-François Dauvet (1711-1748), marquis Desmarets
- 1748-1762 et 1762-1780 : Louis-César de La Baume Le Blanc de La Vallière (1708-1780), duc de La Vallière
- 1762 : Louis-Gaucher de Châtillon (1737-1762), duc de Châtillon
- 1780 : Jules-César de Crémeaux (1732-1780), marquis d'Entragues
- 1780-1791 : Joseph-Hyacinthe de Rigaud (1740-1817), comte de Vaudreuil